# Bota de Oro 1972-73

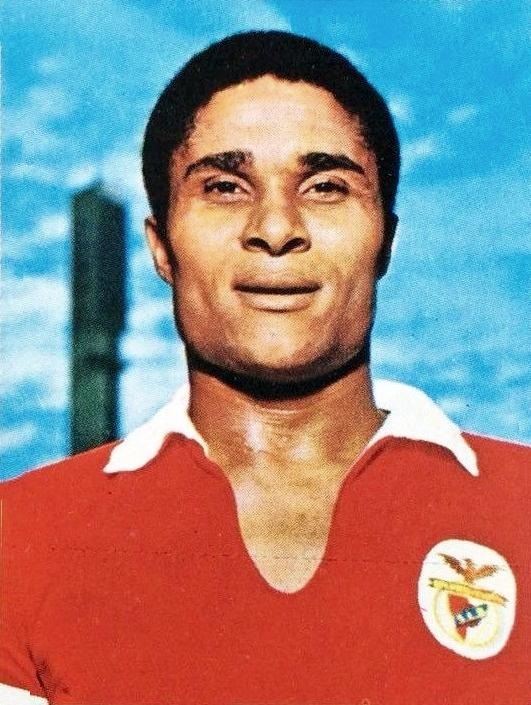
Eusébio, ganador en 1972-73.

La Bota de Oro 1972-73 fue un premio entregado por la European Sports Magazines al futbolista que logró la mayor cantidad de goles en la temporada europea.
El ganador de este premio fue el jugador portugués Eusébio por haber conseguido 40 goles en la Primera División de Portugal. Eusébio ganó la bota de oro cuando jugaba para el equipo Sport Lisboa e Benfica.

## Resultados
| Posición | Futbolista   | Club                   | Campeonato                   | Goles |
| -------- | ------------ | ---------------------- | ---------------------------- | ----- |
| 1        | Eusébio      | Sport Lisboa e Benfica | Primera División de Portugal | 40    |
| 2        | Gerd Müller  | F.C. Bayern de Múnich  | Bundesliga                   | 36    |
| 3        | Petar Zhekov | PFC CSKA Sofia         | Liga Profesional de Bulgaria | 29    |